# Лакомб (муніципальний район)
Графство Лакомб (англ. Lacombe County) — муніципальний район в Канаді, у провінції Альберта.

## Населення
За даними перепису 2016 року, муніципальний район нараховував 10343 жителів, показавши зростання на 0,3%, порівняно з 2011-м роком. Середня густина населення становила 3,7 осіб/км².
З офіційних мов обидвома одночасно володіли 315 жителів, тільки англійською — 9 965, тільки французькою — 10, а 40 — жодною з них. Усього 750 осіб вважали рідною мовою не одну з офіційних, з них 10 — українську.
Працездатне населення становило 71,4% усього населення, рівень безробіття — 8,8% (9,5% серед чоловіків та 7,6% серед жінок). 68,4% були найманими працівниками, 30,5% — самозайнятими.
Середній дохід на особу становив $68 088 (медіана $40 448), при цьому для чоловіків — $93 773, а для жінок $40 667 (медіани — $52 934 та $30 504 відповідно).
29,2% мешканців мали закінчену шкільну освіту, не мали закінченої шкільної освіти — 19,4%, 51,3% мали післяшкільну освіту, з яких 20,2% мали диплом бакалавра, або вищий, 15 осіб мали вчений ступінь.
| Статево-вікова структура населення | Статево-вікова структура населення | Статево-вікова структура населення | Статево-вікова структура населення | Статево-вікова структура населення |
| ---------------------------------- | ---------------------------------- | ---------------------------------- | ---------------------------------- | ---------------------------------- |
|                                    |                                    |                                    |                                    |                                    |
| Всього                             | Всього                             | 51,9%48,1%                         |                                    |                                    |
| 0 — 14 років                       | 0 — 14 років                       |                                    | 18,7%                              | 18,7%                              |
| 15 — 64 років                      | 15 — 64 років                      |                                    | 65,7%                              | 65,7%                              |
| 65 і більше                        | 65 і більше                        |                                    | 15,7%                              | 15,7%                              |
| 85 і більше                        | 85 і більше                        |                                    | 0,9%                               | 0,9%                               |
| Середній вік (років)               | Середній вік (років)               | 40,940,6                           | 40,7                               | 40,7                               |
| Медіана (років)                    | Медіана (років)                    | 42,942,8                           | 42,9                               | 42,9                               |
| — чоловіки — жінки                 |                                    |                                    |                                    |                                    |

| Походження мешканців:     | Походження мешканців:     | Походження мешканців: | Походження мешканців: | Походження мешканців: |
| ------------------------- | ------------------------- | --------------------- | --------------------- | --------------------- |
| Походження                |                           |                       | осіб                  | %                     |
| Корінні американці        | Корінні американці        |                       | 530                   | 5.15%                 |
| Інше північноамериканське | Інше північноамериканське |                       | 3 155                 | 30.65%                |
| Європейське               | Європейське               |                       | 8 555                 | 83.1%                 |
| британське                | британське                |                       | 5 120                 | 49.73%                |
| французьке                | французьке                |                       | 810                   | 7.87%                 |
| українське                | українське                |                       | 760                   | 7.38%                 |
| Латинськоамериканське     | Латинськоамериканське     |                       | 10                    | 0.1%                  |
| Африканське               | Африканське               |                       | 25                    | 0.24%                 |
| Азійське                  | Азійське                  |                       | 135                   | 1.31%                 |
| Океанійське               | Океанійське               |                       | 10                    | 0.1%                  |

| Зайнятість населення за галузями (за класифікацією NOC): | Зайнятість населення за галузями (за класифікацією NOC): | Зайнятість населення за галузями (за класифікацією NOC): | Зайнятість населення за галузями (за класифікацією NOC): | Зайнятість населення за галузями (за класифікацією NOC): |
| -------------------------------------------------------- | -------------------------------------------------------- | -------------------------------------------------------- | -------------------------------------------------------- | -------------------------------------------------------- |
|                                                          |                                                          |                                                          |                                                          |                                                          |
| Управління                                               | Управління                                               |                                                          | 20,8%                                                    | 20,8%                                                    |
| Бізнес, фінанси та адміністрування                       | Бізнес, фінанси та адміністрування                       |                                                          | 13,6%                                                    | 13,6%                                                    |
| Природничі та прикладні науки                            | Природничі та прикладні науки                            |                                                          | 3%                                                       | 3%                                                       |
| Охорона здоров'я                                         | Охорона здоров'я                                         |                                                          | 5,4%                                                     | 5,4%                                                     |
| Освіта, правозахист, муніципальні та урядові служби      | Освіта, правозахист, муніципальні та урядові служби      |                                                          | 6,1%                                                     | 6,1%                                                     |
| Мистецтво, культура, відпочинок та спорт                 | Мистецтво, культура, відпочинок та спорт                 |                                                          | 2,1%                                                     | 2,1%                                                     |
| Роздрібна торгівля та послуги                            | Роздрібна торгівля та послуги                            |                                                          | 12,5%                                                    | 12,5%                                                    |
| Гуртова торгівля, транспорт та обладнання                | Гуртова торгівля, транспорт та обладнання                |                                                          | 20,2%                                                    | 20,2%                                                    |
| Природні ресурси, сільське господарство                  | Природні ресурси, сільське господарство                  |                                                          | 12,4%                                                    | 12,4%                                                    |
| Виробництво                                              | Виробництво                                              |                                                          | 3,7%                                                     | 3,7%                                                     |

## Населені пункти
До складу муніципального району входять місто Лакомб (Альберта), містечка Бентлі, Блекфолдс, Еквіль, села Елікс, Клайв, літні села Берчкліф, Гаф-Мун-Бей, Санбрейкер-Коув, Ґалл-Лейк, а також хутори, інші малі населені пункти та розосереджені поселення.

## Клімат
Середня річна температура становить 2,8°C, середня максимальна – 21,5°C, а середня мінімальна – -19,6°C. Середня річна кількість опадів – 454 мм.
| Клімат поселення                              | Клімат поселення | Клімат поселення | Клімат поселення | Клімат поселення | Клімат поселення | Клімат поселення | Клімат поселення | Клімат поселення | Клімат поселення | Клімат поселення | Клімат поселення | Клімат поселення | Клімат поселення |
| Показник                                      | Січ.             | Лют.             | Бер.             | Квіт.            | Трав.            | Черв.            | Лип.             | Серп.            | Вер.             | Жовт.            | Лист.            | Груд.            |                  |
| Середній максимум, °C                         | −6,53            | −2,84            | 2,52             | 10,59            | 16,64            | 20,61            | 21,50            | 20,83            | 15,70            | 10,30            | 0,90             | −5               |                  |
| Середня температура, °C                       | −13,08           | −9,4             | −4,02            | 4,04             | 10,08            | 14,06            | 16,14            | 15,49            | 10,31            | 4,98             | −4,43            | −10,35           |                  |
| Середній мінімум, °C                          | −19,62           | −15,94           | −10,58           | −2,5             | 3,53             | 7,52             | 10,78            | 10,12            | 4,97             | −0,4             | −9,8             | −15,72           |                  |
| Норма опадів, мм                              | 19               | 15               | 17               | 22               | 51               | 76               | 90               | 66               | 48               | 19               | 15               | 16               |                  |
| Середньомісячна швидкість вітру, м/с          | 3.30             | 3.30             | 3.50             | 3.80             | 3.80             | 3.50             | 3.10             | 3.00             | 3.20             | 3.50             | 3.50             | 3.40             |                  |
| Середньомісячна сонячна радіація, кДж/м²·день | 3733             | 7245             | 12257            | 17263            | 20653            | 21923            | 22506            | 19019            | 13068            | 7868             | 4000             | 2854             |                  |
| --------------------------------------------- | ---------------- | ---------------- | ---------------- | ---------------- | ---------------- | ---------------- | ---------------- | ---------------- | ---------------- | ---------------- | ---------------- | ---------------- | ---------------- |
| Джерело:                                      |                  |                  |                  |                  |                  |                  |                  |                  |                  |                  |                  |                  |                  |